# Tranmere Rovers F.C.
Tranmere Rovers FC là một câu lạc bộ bóng đá chuyên nghiệp có trụ sở tại Birkenhead, Merseyside, Anh. Đội bóng hiện thi đấu tại League Two và sử dụng sân nhà ở Prenton Park từ năm 1912.

## Danh hiệu
Nguồn:

### Liên đoàn
Football League First Division (Giải hạng 2)
- Hạng 4 mùa giải 1992–93 (vị trí cao nhất)
- Bán kết Play-off các mùa giải 1992–93, 1993–94, 1994–95

Football League Third Division / Second Division / League One (Giải hạng 3)
- Đội thắng trận Play-off mùa giải 1990–91
- Á quân Play-off mùa giải 1989–90
- Bán kết Play-off mùa giải 2004–05

Football League Third Division North (Giải hạng 3)
- Nhà vô địch mùa giải 1937–38

Football League Fourth Division / League Two (Giải hạng 4)
- Xếp thứ 2, giành suất thăng hạng mùa giải 1988–89
- Xếp thứ , giành suất thăng hạng các mùa giải 1966–67, 1975–76
- Đội thắng trận Play-off mùa giải 2018–19

National League (Giải hạng 5)
- Đội thắng trận Play-off mùa giải 2017–18

Lancashire Combination
- Nhà vô địch mùa giải 1913–14
- Thăng hạng Division Two mùa giải 1911–12

The Combination
- Nhà vô địch mùa giải 1907–08

### Cúp
FA Cup

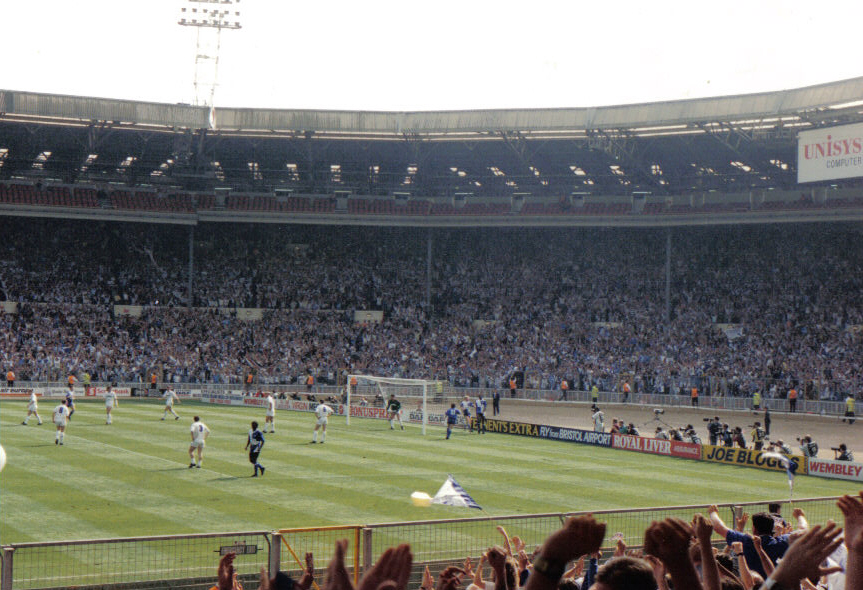
Tranmere thi đấu với Bristol Rovers trong trận chung kết Football League Trophy 1990

- Tứ kết các mùa giải 1999–2000, 2000–01, 2003–04

Welsh Cup
- Nhà vô địch mùa giải 1934–35
- Á quân mùa giải 1933–34

League Cup
- Á quân mùa giải 1999–2000
- Bán kết mùa giải 1993–94

League Trophy
- Nhà vô địch mùa giải 1989–90
- Á quân mùa giải 1990–91, 2020–21